# Riverdale (3.ª temporada)
A terceira temporada de Riverdale foi anunciada pela The CW em 2 de abril de 2018. Roberto Aguirre-Sacasa continua como showrunner e produtor executivo. A terceira temporada estreou em 10 de outubro de 2018.

## Elenco e personagens

### Principal
- KJ Apa como Archibald "Archie" Andrews
- Lili Reinhart como Elizabeth "Betty" Cooper
- Camila Mendes como Veronica Lodge
- Cole Sprouse como Forsythe "Jughead" Jones III
- Marisol Nichols como Hermione Lodge
- Madelaine Petsch como Cheryl Blossom
- Mark Consuelos como Hiram Lodge
- Ashleigh Murray como Josephine "Josie" McCoy
- Casey Cott como Kevin Keller
- Charles Melton como Reginald "Reggie" Mantle
- Vanessa Morgan como Antoinette "Toni" Topaz
- Skeet Ulrich como Forsythe "F.P." Jones II
- Mädchen Amick como Alice Cooper
- Luke Perry como Frederick "Fred" Andrews

### Recorrente
- Martin Cummins como Tom Keller
- Robin Givens como Sierra McCoy
- Nathalie Boltt como Penelope Blossom
- Lochlyn Munro como Hal Cooper
- Peter James Bryant como Waldo Weatherbee
- Cody Kearsley como Marmaduke "Moose" Mason
- Shannon Purser como Ethel Muggs
- Tiera Skovbye como Polly Cooper
- Barbara Wallace como Roseanne "Rose" Blossom
- Alvin Sanders como Pop Tate
- Molly Ringwald como Mary Andrews
- Rob Raco como Joaquin DeSantos
- Brit Morgan como Penny Peabody
- Jordan Connor como Sweet Pea
- Drew Ray Tanner como Fangs Fogarty
- Beverley Breuer como Irmã Woodhouse
- Henderson Wade como Michael Minetta
- Julian Haig como Elio Grande
- Zoé De Grand Maison como Evelyn Evernever
- William MacDonald como Diretor Norton
- Link Baker como Capitão Golightly
- Nikolai Witschl como Dr. Curdle Jr.
- Gina Gershon como Gladys Jones
- Trinity Likins como Forsythia Jellybean "J.B." Jones
- Bernadette Beck como Peaches 'N Cream
- Jonathan Whitesell como Kurtz
- Nico Bustamante como Ricardo "Ricky" DeSantos
- Chad Michael Murray como Edgar Evernever

### Convidado
- Major Curda como Dilton Doiley
- Tom McBeath como Smithers
- Scott McNeil como Gerald "Tall Boy" Petite
- Moses Thiessen como Ben Button
- Barclay Hope como Claudius Blossom
- Emilija Baranac como Midge Klump
- Tommy Martinez como Malachai
- Hart Denton como Chic

## Produção
A emissora The CW confirmou a terceira temporada de Riverdale em 2 de abril de 2018. Roberto Aguirre-Sacasa continua como showrunner e produtor executivo, e já temos alguns atores confirmados para o elenco. Dentre eles estão a atriz Gina Gershon, que interpretará Gladys Jones, e Trinity Likins, que interpretará Forsythia Jellybean "J.B." Jones.
Charles Melton e Vanessa Morgan, que interpretaram Reginald "Reggie" Mantle e Antoinette "Toni" Topaz, respectivamente, como personagens recorrentes na segunda temporada da série, foram promovidos para o elenco principal na terceira temporada.
A terceira temporada estreou em 10 de outubro de 2018.

## Episódios
| N.º na série | N.º na temp. | Título | Dirigido por       | Escrito por                             | Exibição original       | Cód. de produção | Audiência (milhões) |
| --- | ------------ | --- | ------------------ | --------------------------------------- | ----------------------- | ---------------- | ------------------- |
| 36 | 1            | "Chapter Thirty-Six: Labor Day" "(Capítulo Trinta e Seis: Dia do Trabalho)" (BR)                                                | Kevin Sullivan     | Roberto Aguirre-Sacasa                  | 10 de outubro de 2018   | T13.21251        | 1.50                |
| Os amigos e a família de Archie passam o verão em seu julgamento. O juiz ordena que o júri delibere sobre o fim de semana do Dia do Trabalho. Archie, Betty, Veronica e Jughead decidem passar o fim de semana juntos. Veronica, furiosa, confronta Hiram, enquanto Hiram explica que fez isso por causa de sua traição. Enquanto isso, Betty tem problemas com Alice e Polly quando as duas tentam convencê-la a se juntar ao culto delas, a Fazenda. Jughead enfrenta Penny Peabody e os Ghoulies por causa de Hot Dog e, após tomarem controle de Southside, os Ghoulies declaram Northside um jogo justo. Mais tarde, Archie aceita um acordo judicial para servir dois anos em detenção juvenil depois que o júri, suspenso, causa uma anulação. Betty chega em casa e vê Alice e Polly realizando uma cerimônia estranha envolvendo os gêmeos e fogo, o que faz com que Betty desmaie e convulsione. Enquanto isso, as ações estranhas de Dilton faz com que Jughead encontre ele e Ben na Fox Forest, inconscientes na frente de um totem esquelético sombrio que Dilton se referiu como Rei Gárgula, enquanto grita por socorro. |              | |                    |                                         |                         |                  |                     |
| 37 | 2            | "Chapter Thirty-Seven: Fortune and Men's Eyes" "(Capítulo Trinta e Sete: Fortuna e Olhos Masculinos)" (BR)                      | Jeff Woolnough     | Michael Grassi                          | 17 de outubro de 2018   | T13.21252        | 1.28                |
| Archie é processado na prisão, mas sem proteção devido à sua recusa em esfaquear um Ghoulie, ele enfrenta abusos de Ghoulies que ele ajudou a prender anteriormente. Então, Archie tenta unir os prisioneiros, mas sua tentativa é emboscada por Hiram, que ordena que os guardas batem nos prisioneiros e comecem uma rebelião. Dilton morre, e Betty e Jughead investigam o que aconteceu com ele e Ben e descobrem três símbolos desenhados nas costas de Dilton. Mais tarde, eles procuram pelo bunker de Dilton, onde descobrem que Ben e Dilton estavam participando de um jogo de tabuleiro que se tornou fatal. Então, eles questionam Ethel sobre o jogo, que depois de se recusar a falar sobre isso, começa a ter uma convulsão. Mais tarde, no hospital, Betty e Jughead testemunham Ben cometer suicídio, depois de afirmar que ele ascenderá ao Reino e se reunirá com Dilton. Em outro lugar, Fred, Hermione, Alice, F.P., Hiram, Serra McCoy, Tom Keller e Penelope Blossom se reúnem para discutir um incidente que ocorreu na adolescência deles, do qual eles juraram não falar de novo. Hermione afirma que está acontecendo de novo com seus filhos. |              | |                    |                                         |                         |                  |                     |
| 38 | 3            | "Chapter Thirty-Eight: As Above, So Below" "(Capítulo Trinta e Oito: Assim na Terra Como no Céu)" (BR)                          | Jeff Hunt          | Aaron Allen                             | 24 de outubro de 2018   | T13.21253        | 1.40                |
| Depois de passar um tempo de confinamento solitário, Archie aceita a oferta do diretor de participar de um julgamento por combate sob a prisão. Veronica abre um speakeasy abaixo do Pop's, mas cai em uma armadilha feita pelo xerife Minneta e Penny, porém consegue se safar. Com a ajuda de Cheryl e Toni, ela obtém evidências de que o lugar Worm Whyte está sendo usado para fazer jingles, e chantageia Hiram. Betty faz amizade com Evelyn para tentar saber mais sobre a Fazenda e se irrita quando ela descobre que Alice contou ao grupo da Fazenda todos os segredos de sua família. Enquanto isso, Ethel joga Grifos & Gárgulas com Jughead, e depois de dar a escritura das regras do jogo a Jughead, Ethel bebe de um cálice envenenado e é colocada em observação suicida. Mais tarde, F.P. queima a escritura; no entanto, uma cópia é colocada no armário de cada aluno da Riverdale High, colocados antes por Ethel que diz ao Rei Gárgula que todos logo se juntarão a eles. |              | |                    |                                         |                         |                  |                     |
| 39 | 4            | "Chapter Thirty-Nine: The Midnight Club" "(Capítulo Trinta e Nove: O Clube da Meia Noite)" (BR)                                 | Dawn Wilkinson     | Tessa Leigh Williams                    | 7 de novembro de 2018   | T13.21254        | 1.37                |
| Com os jovens de Riverdale jogando Grifos & Gárgulas, Alice se abre para Betty sobre seu passado e seu envolvimento com o jogo. Em 1992, Alice, uma adolescente rebelde grávida do filho de F.P., é forçada a passar detenção junto com Penelope, Sierra, Hermione, Fred e F.P. Inicialmente estranhos, eles logo encontram o jogo Grifos & Gárgulas e o jogam como um grupo, gradualmente se tornando viciados nele. No entanto, depois de receber convites estranhos do Rei Gárgula, Alice encontra o banheiro da Riverdale High com as paredes grafitadas com mensagens e dois cálices na pia, depois ela encontra a criatura. O diretor do colégio na época, Sr. Featherhead, encontrou o Rei Gárgula e depois foi encontrado morto com os mesmos símbolos das costas de Dilton gravadas na porta da sala em que foi encontrado. O grupo jurou nunca falar sobre o incidente. Depois de explicar, Alice diz a Betty que eles não sabem quem estava tentando matar um deles, mas era um membro do grupo deles. Mais tarde, Betty encontra Jughead no porão jogando o jogo, ele revela que ele está prestes a subir para o terceiro nível. |              | |                    |                                         |                         |                  |                     |
| 40 | 5            | "Chapter Forty: The Great Escape" "(Capítulo Quarenta: A Grande Fuga)" (BR)                                                     | Pam Romanowsky     | Greg Murray & Ace Hasan                 | 14 de novembro de 2018  | T13.21255        | 1.25                |
| Betty pede a Jughead para investigar seus pais, pois ela acredita que um deles é um assassino. Jughead descobre que o jogo é uma metáfora de Riverdale, e afirma que ele eventualmente será capaz de confrontar o Rei Gárgula. Depois de uma fuga da prisão fracassada, Archie é marcado pelo Warden e descobre que Hiram pagou as testemunhas para mentir e fazerem prendê-lo. Betty alega que quem foi o mestre de jogo quando seus pais jogaram Grifos & Gárgulas pode ser a mesma pessoa que está executando o jogo agora. Jughead diz a F.P. quem matou o diretor quando seus pais estavam na escola era o mestre do jogo. Josie e Kevin questionam seus pais sobre o jogo, mas não ganham respostas. Antes do clube da luta, Joaquin apunhala Archie, alegando que o Warden lhe pediu para fazer isso. Joaquin é visto mais tarde por Kevin fugindo para uma "nova gangue". Veronica, Betty, Josie, Reggie e Kevin fazem um plano e conseguem ajudar Archie a fugir e escondem-no no bunker de Dilton. Jughead percebe que a marca de Archie é o mesmo símbolo que estava nas costas de Dilton. Kevin, Josie e Reggie começam a jogar o jogo. O diretor Warden da prisão que Archie fugiu, que iria se encontrar com Hermione, comete suicídio por envenenamento por cianeto depois de não ter conseguido completar a fase no jogo Grifos & Gárgulas, matar Archie. Jughead fica cara a cara com o Rei Gárgula. |              | |                    |                                         |                         |                  |                     |
| 41 | 6            | "Chapter Forty-One: Manhunter" "(Capítulo Quarenta e Um: O Caçador)" (BR)                                                       | Rachel Talalay     | Cristine Chambers                       | 28 de novembro de 2018  | T13.21256        | 1.27                |
| Os estudantes são questionados sobre seu paradeiro durante a fuga de Archie quando Josie tem um ataque. Betty reúne o Clube da Meia-Noite no speakeasy de Veronica e as questiona sobre o assassinato do Diretor Featherhead, onde Penelope confessa que o pai de Dilton, Darryl, envenenou os cálices para que todos pudessem subir juntos e depois se matou por culpa, mas Betty não está convencida. Veronica, determinada a limpar o nome de Archie, encontra a entrevista completa do xerife Menneta com os acusadores no computador de Hermione, provando a inocência de Archie e enviando um e-mail para a promotoria. Archie é inocentado de todas as acusações, mas ele se recusa a voltar para Riverdale e rompe com Veronica antes de deixar a cidade com Jughead. Joaquin revela que o símbolo marcado em Archie significa sacrifícios, e ele é mais tarde encontrado morto com o mesmo símbolo esculpido em sua testa. Enquanto isso, Betty e Alice ficam horrorizadas ao encontrar o Rei Gárgula em sua casa. Elas se escondem no quarto de Betty, mas encontram uma lápide na cama antes de F.P. chegar e conforta-las. Mais tarde, Alice faz com que Betty seja levada para as Irmãs da Misericórdia, onde ela descobre que todos os pacientes estão pintando fotos do Rei Gárgula. |              | |                    |                                         |                         |                  |                     |
| 42 | 7            | "Chapter Forty-Two: The Man in Black" "(Capítulo Quarenta e Dois: O Homem de Preto)" (BR)                                       | Alex Pillai        | Janine Salinas Schoenberg               | 5 de dezembro de 2018   | T13.21257        | 1.09                |
| Archie e Jughead planejam fazer uma pausa em uma fazenda, onde conhecem Laurie e Gracie. No dia seguinte, Laurie, durante uma reunião com Archie, o beija e ele retribui, mas depois pensa em Veronica e pára. Jughead encontra crianças na cidade tomando Pó Mágico e jogando Grifos & Gárgulas e os símbolos comuns sobre o Rei Gárgula aparecem. Quando Jughead descobre que a cidade inteira é de propriedade de Hiram e Laurie o está ajudando a rastrear Archie, ele e Archie fogem. Veronica se muda e abre um cassino em seu speakeasy, depois fica sabendo sobre o assassinato brutal do xerife Minneta. Betty encontra Ethel nas Irmãs da Misericórdia, onde ela tenta fazer sua vida parecer insignificante. Ela encontra as Irmãs alimentando os pacientes com Pó Mágico e encontra Hiram falando com uma das Irmãs, sobre o novo carregamento de drogas. Agora, com sólida evidência de quem as Irmãs realmente são, ela tenta fugir, mas as Irmãs e Ethel a pegam. Elas então a fazem conhecer o Rei Gárgula e então alimentam com a droga Pó Mágico. Mais tarde, enquanto é interrogada, Betty alucina e encontra o Rei Gárgula se aproximando dela. |              | |                    |                                         |                         |                  |                     |
| 43 | 8            | "Chapter Forty-Three: Outbreak" "(Capítulo Quarenta e Três: O Surto)" (BR)                                                      | John Kretchmer     | James DeWille                           | 12 de dezembro de 2018  | T13.21258        | 1.20                |
| As líderes de torcida Riverdale Vixens sofre de uma convulsão em massa, com exceção de Cheryl, que logo pede socorro por Toni. Veronica descobre que Hiram pretende fechar a Riverdale High. Depois, Reggie informa a Veronica que as drogas estão vindo da prisão que Hiram está construindo. Em outro lugar, Jughead e Archie encontram sua mãe Gladys e sua irmã Jellybean, e descobrem que Hiram pretende assumir a cidade. Archie sai para evitar o perigo. Betty descobre que o Rei Gárgula é uma alucinação das drogas e, junto com Ethel, amarra a Irmã Woodhouse. Elas libertam os pacientes depois. Cheryl e Veronica interrogam Penelope e descobrem que ela estava ajudando Hiram. No entanto, como ambos, junto com Kevin e recrutas do RROTC, decidem impedir que Riverdale se feche, eles chegam à prefeitura, mas não antes de Hermione ter fechado a cidade, colocada em quarentena e bloqueada. Alice leva Betty e os pacientes para casa. Hiram faz um telefonema para o governador e agradece-lhe por selar a cidade. Eles desligam e Hiram é mostrado levantando uma bebida para o Rei Gárgula que está em pé na frente dele. |              | |                    |                                         |                         |                  |                     |
| 44 | 9            | "Chapter Forty-Four: No Exit" "(Capítulo Quarenta e Quatro: Sem Saída)" (BR)                                                    | Jeff Hunt          | Arabella Anderson                       | 16 de janeiro de 2019   | T13.21259        | 1.32                |
| Um mês depois, a quarentena é desfeita em Riverdale. Archie passa a viver no Canadá em uma pequena cabana na floresta com seu cachorro Vegas. Archie acaba sendo atacado por um urso enquanto anda sozinho pela floresta. Reggie é atacado pela por homens vestidos de Gárgula contratados por Hiram enquanto ia pegar mercadorias e relata o ocorrido para Veronica. Josie também é perseguida por um Gárgula e também relata o ocorrido. Veronica decide fazer um acordo com seu pai em troca de segurança contra os Gárgulas, dando 10% dos lucros de seu speakeasy para Hiram. Cheryl e Toni iniciam uma série de roubos pela cidade, e acabam roubando um ovo de decoração precioso de Hiram. Betty descobre pela assistente social que as Irmãs da Misericórdia foram expulsas da igreja pelo Vaticano por práticas ilegais e ameaça a Irmã Woodhouse de contar a verdade sobre ela testar drogas em jovens no seu antigo internato a favor de Hiram, se ela não depor contra Hiram. A Irmã Woodhouse aceita depor. Hiram comunica o furto do ovo para Veronica e pede para que ela recupere de Cheryl. Veronica fala com Junghead do roubo como também explica sua situação com os Gárgulas. Junghead pede para que Veronica dê emprego para os Serpentes e em troca recupera o ovo depois de expulsar Cheryl e Toni dos Serpentes. Veronica contrata os Serpentes para ter proteção contra Hiram e os Gárgulas. Junghead expulsa Fangs por traficar drogas, mas depois pede para que ele se infiltre na Gangue Gárgula para descobrir os planos de Hiram. Betty descobre que as Irmãs da Misericórdia tiveram a fiança quitada por Hiram e encontra todas mortas com cianeto no antigo internato. Archie começa a ter alucinações após perda de sangue e tem visões com os garotos da casa do lago, com o diretor Warner e com Junghead, Betty e Veronica. Todos pediam para que ele jogasse Grifos e Gárgulas. Archie joga várias etapas do jogo em suas alucinações e é encontrado aparentemente morto em sua cabana pelas autoridades canadenses. |              | |                    |                                         |                         |                  |                     |
| 45 | 10           | "Chapter Forty-Five: The Stranger" "(Capítulo Quarenta e Cinco: O Estranho)" (BR)                                               | Maggie Kiley       | Brian E. Paterson                       | 23 de janeiro de 2019   | T13.21260        | 1.12                |
| Archie, tendo sobrevivido ao seu ataque, retorna a Riverdale para enfrentar seus demônios e superar seus problemas. Alice liquida os fundos da faculdade de Betty para prover os pacientes que escaparam das Irmãs da Misericórdia e que moram na Fazenda. Betty, furiosa, então procura a ajuda da advogada McCoy, que informa a Betty que ela deve ir visitar Hal, pois Alice forjou a assinatura de seu ex-marido para doar seu dinheiro. Betty faz isso e descobre que Hal está impressionado com a contagem de mortes do Rei Gárgula e quer ver um dos manuais do jogo em troca de ele assinar uma declaração para Betty para que ela possa entrar com uma ação legal contra Alice. Os Serpentes encontram Fangs e a Gangue Gárgula em uma clareira na Floresta Fox numa cerimônia. Eles invadem a cerimônia e Jughead e F.P. desmascaram o Rei Gárgula, revelando ser Tall Boy, que fingiu sua morte e trabalha para Hiram. No entanto, ele é morto durante uma tentativa de fuga. Hiram é baleado e gravemente ferido no Pembrooke. Acreditando que Archie pode ter sido responsável, Veronica termina com Archie e se reconcilia com Reggie. Hermione nomeia F.P. como o novo xerife de Riverdale depois que Claudius é encontrado morto. |              | |                    |                                         |                         |                  |                     |
| 46 | 11           | "Chapter Forty-Six: The Red Dahlia" "(Capítulo Quarenta e Seis: A Dália Vermelha)" (BR)                                         | Greg Smith         | Devon Turner & Will Ewing               | 30 de janeiro de 2019   | T13.21261        | 1.26                |
| Veronica coloca Jughead em uma missão para descobrir quem atirou em seu pai, e ela pede para ele começar a falar com Hermione. Depois de se encontrar com Hermione, Jughead logo percebe que ela não é tão inocente quanto parece. Hermione informa a Jughead que Hiram estava tendo um caso no Five Seasons, mas alega não ter mandado matar Hiram por isso. Betty, que descobre que Penelope matou Claudius, e Clifford encontra seu bordel, "The Maple Club", enquanto procurava pela Sra. Mulwray, a amante de Hiram, que falsificava relatórios falsos sobre a água do rio Sweetwater. Ela também descobre que Penelope está envenenando pessoas que atrapalham seus negócios e que a água do rio Sweetwater era o que causava as convulsões, pois era jogado no rio os rejeitos da fabricação das drogas de Hiram. Enquanto isso, Archie ainda está deprimido, e Josie tenta ajudá-lo a enfrentar seus demônios. Depois de uma conversa com Josie, Archie decide resolver o problema com as próprias mãos. Enquanto tudo isso está acontecendo, Veronica e Reggie tentam descobrir a verdade sobre a quarentena e a série de convulsões que ocorreram na cidade. Jughead fica cara a cara com a Sra. Mulwray, e depois descobre por Sweet Pea, que estava seguindo Hermione para ele, que o Xerife Minetta está vivo e conspirando com Hermione contra F.P. numa cabana isolada. Eles deduzem que Minetta irá para o hospital e matará Hiram, e culpará F.P. pelo assassinato. Jughead vai e avisa seu pai, o que leva F.P. a admitir que Hermione o contratou para atirar em Hiram pela primeira vez. Archie, decidindo que é melhor matar Hiram, vai para o hospital durante a noite e atira no braço de Minetta quando ele aparece para matar Hiram. Depois disso, Veronica e Archie compartilham suas desculpas e Hiram, agora acordado, pede uma trégua com Archie. Hermione, depois de se encontrar com Jughead, é confrontada por ter mandado matar Hiram, mas a mulher ameaça Jughead de denunciar F.P. caso o garoto revele tudo o que aconteceu. Hermione insatisfeita pela falha na tentativa do assassinato de Hiram, mata Minetta. Veronica, satisfeita com o trabalho de Jughead, paga-o, mas diz que não quer ouvir quem realmente atirou em seu pai. |              | |                    |                                         |                         |                  |                     |
| 47 | 12           | "Chapter Forty-Seven: Bizarrodale" "(Capítulo Quarenta e Sete: Bizarrodale)" (BR)                                               | Harry Jierjian     | Britta Lundin                           | 6 de fevereiro de 2019  | T13.21262        | 0.96                |
| Sierra McCoy e Tom Keller estão se preparando para se casar, onde Kevin convida Moose para ser seu par e Moose decide se assumir gay para seu pai Marcus. No entanto, Moose ainda não está pronto e quase tem sua sexualidade exposta por Cheryl durante um anúncio na escola, mas Moose decide se assumir de qualquer maneira depois que Kevin lhe ameaça terminar o namoro entre eles. Sierra e Tom recebem uma mensagem do "Rei Gárgula" chamando o Clube da Meia Noite para remontar e completar sua ascensão no jogo Grinfos & Gárgulas que falhou quando eles eram adolescentes. Os pais se reúnem na escola para saborear os cálices, no entanto, revelou-se uma brincadeira. O Rei Gárgula é revelado como Marcus Mason, que se fantasiou do personagem do jogo para capturar Kevin e Moose. Marcus queria se vingar do pai de Kevin, Tom Keller, por Tom ter negado um romance com ele na adolescência. Após a prisão de seu pai, Moose termina com Kevin e deixa Riverdale. Cheryl cria uma nova gangue composta apenas por garotas, e Tony as batizam de "As Garotas Veneno". Archie e Josie se aproximam um do outro e se beijam, iniciando um relacionamento enquanto Veronica e Reggie descobrem que a mãe de Jughead, Gladys, é a compradora do laboratório de Balas Fizzle de Hermione que foi queimado. Gladys e Jellybean voltam para Riverdale, pretendendo ficar para sempre. |              | |                    |                                         |                         |                  |                     |
| 48 | 13           | "Chapter Forty-Eight: Requiem for a Welterweight" "(Capítulo Quarenta e Oito: Réquiem para um Peso-Médio)" (BR)                 | Tawnia McKiernan   | Michael Grassi                          | 27 de fevereiro de 2019 | T13.21263        | 0.86                |
| O número de Serpentes diminuiu devido a fundação das Garotas Veneno, levando Jughead a ir atrás dos Canibais. Archie entrar para o boxe e deve estrear sua primeira luta. Hiram quer que Veronica assuma o controle de suas drogas, mas ela começa a trabalhar para Gladys. Alice está se preparando para ser rebatizada pela Fazenda, e só Betty percebe que sua mãe está fazendo algo perigoso. Os Canibais (agora os Gárgulas) são liderados por Kurt, que tem mantido o G & G funcionando. Kurt diz a Jughead que apenas o digno vai ascender, enquanto promete que o Rei Gárgula está vivo. Hiram e Gladys se encontram e quando Gladys ameaça Hermione, Veronica é forçada a se juntar a Hiram. Betty se encontra com um ex-membro da fazenda, que deixou a fazenda após a morte de sua irmã. Betty descobre que o povo da Fazenda, para conseguir a ascensão, tem que alcançar a quase morte. Archie luta no jogo, mas perde. Alice faz seu batismo de renascimento. Quase morrendo, Polly e o povo da Fazenda se recusam a ajudá-la até que Betty intervenha. Veronica cobre Hermione e agora tem dívidas com Hiram. Gladys assume o controle dos Gárgulas. Alice afirma que ela "renasceu" e viu seu propósito. Ela diz que vai vender sua casa e ela, Betty e a Fazenda serão uma para sempre. |              | |                    |                                         |                         |                  |                     |
| 49 | 14           | "Chapter Forty-Nine: Fire Walk with Me" "(Capítulo Quarenta e Nove: Que o Fogo Ande Comigo)" (BR)                               | Marisol Adler      | Aaron Allen                             | 6 de março de 2019      | T13.21264        | 0.92                |
| Os Serpentes e as Garotas Veneno não estão se dando bem uns com os outros, e além disso, ambos os grupos são acusados de roubo após equipamentos de química serem saqueados da escola para fabricar drogas. Archie começa a cuidar de um menino, Ricky, que fugiu após ter visto o Rei Gárgula e ser marcado com o Símbolo do Sacrifício. Kevin, que está emocionalmente vulnerável, se torna parte da Fazenda. Veronica abre um cassino e o usa para diminuir sua dívida com Hiram. Betty encontra Kevin ficando cada vez mais louco, e o vê atravessar brasas com pés descalços. Ela ameaça expor a Fazenda, mas Kevin e Evelyn ameaçam expor os assassinatos e encobrimentos feitos por Alice. Veronica recruta as Garotas Veneno para trabalhar no speakeasy (que acaba impedindo Hiram e Gladys de entrar). Os Gárgulas e as Serpentes começam a trabalhar para polícia. É revelado que Ricky é irmão de Joaquin, e que ele estava realmente fingindo tudo e trabalhando com os Gárgulas para matar Archie. Jughead diz para Archie que é hora de terminar o jogo (junto com Betty). Alice vende sua casa e mais tarde a encontra em chamas. |              | |                    |                                         |                         |                  |                     |
| 50 | 15           | "Chapter Fifty: American Dreams" "(Capítulo Cinquenta: Sonhos Americanos)" (BR)                                                 | Gabriel Correa     | Roberto Aguirre-Sacasa                  | 13 de março de 2019     | T13.21265        | 0.95                |
| Archie, Betty e Jughead decidem eliminar a missão "Mate o Paladino Ruivo" do reino de Grinfos & Gárgulas que foi inicialmente espalhada por Hiram. Enquanto isso, Betty descobre as intenções criminosas de Gladys por Veronica, depois que ela descobre que a família Jones comprou sua casa. Depois que Betty informa a Jughead sobre os negócios de sua mãe na cidade, ele fica irritado e planeja expulsar sua mãe de Riverdale depois de fazer um discurso na festa de 50 anos de F.P. Archie derrota todos os jogadores que tentam matá-lo, desfazendo sua marca para o sacrifício. Cheryl e Toni continuam a ter tensão em seu relacionamento, até o ponto que Cheryl pede a Toni para sair. Consequentemente, ela invoca Kevin para informá-lo que ela deve canalizar sua raiva para o musical da escola, que ela exige que seja Heathers: The Musical. |              | |                    |                                         |                         |                  |                     |
| 51 | 16           | "Chapter Fifty-One: Big Fun" "(Capítulo Cinquenta e Um: Uma Grande Diversão)" (BR)                                              | Maggie Kiley       | Tessa Leigh Williams                    | 20 de março de 2019     | T13.21266        | 0.81                |
| Enquanto prepara a produção musical de Heathers na Riverdale High, Cheryl descobre que Toni foi designada como coreógrafa, enquanto Kevin encontra ajuda em Evelyn devido ao apoio financeiro da Fazenda ao musical. Veronica descobre que seus pais estão se separando e procura Reggie em busca de conforto, onde eles dormem juntos, mas ele percebe suas intenções e a abandona. Jughead descobre que seu velho trailer está sendo usado como um laboratório de Balas Fizzle por Gladys e, com a ajuda de Betty, ateou fogo nele. Betty fica irritada com o envolvimento de Evelyn no musical e ela faz uma festa pré-show onde Kevin tem uma alucinação assustadora depois de ser drogado. Toni e Cheryl logo decidem reparar seus erros para reatar o relacionamento, depois de uma briga. Na noite do show, o elenco se apresenta e é aplaudido de pé por Edgar Evernever, o pai de Evelyn. |              | |                    |                                         |                         |                  |                     |
| 52 | 17           | "Chapter Fifty-Two: The Master" "(Capítulo Cinquenta e Dois: O Mestre)" (BR)                                                    | Pamela Romanowsky  | Greg Murray & Ace Hasan                 | 27 de março de 2019     | T13.21267        | 0.81                |
| Betty pede a Cheryl para ajudá-la a se infiltrar na Fazenda. Enquanto isso, Archie é informado pelo seu velho companheiro de cela, Mad Dog, que Leopold e Loeb estão sendo fechados e que todos os prisioneiros juvenis devem ser transferidos para a prisão de Hiram. Com a ajuda de Veronica, eles convencem o governador a perdoar os amigos da prisão de Archie. Quando seus amigos saem, eles entram em ação ajudando Jughead a derrubar os Gárgulas depois que Mad Dog descobre que sua família está em perigo por causa de sua operação Pó Mágico. Veronica também luta para conseguir deixar seus pais juntos novamente, mas seus planos não funcionam, quando seus pais oficialmente anulam o casamento. Enquanto Cheryl está na Fazenda, ela se encontra com Edgar Evernever, e eles discutem sobre a morte de Jason. Depois que Cheryl retorna de sua viagem da Fazenda, ela decide se juntar ao culto, depois que ela diz a Betty que A Fazenda permitiu que ela visse Jason—em carne e osso. Logicamente, Betty vai até a mãe e pergunta se a razão pela qual ela se juntou à Fazenda é que ela pode ver seu filho, e Alice diz que sim. Jughead e Archie, depois de silenciar os Gárgulas por um momento, recebem um dente como mensagem. Eles rapidamente descobrem que o companheiro de prisão de Archie, Dentinho, foi vítima dos Gárgulas, depois que F.P. o encontrou morto em uma clareira na floresta. |              | |                    |                                         |                         |                  |                     |
| 53 | 18           | "Chapter Fifty-Three: Jawbreaker" "(Capítulo Cinquenta e Três: Quebra-Queixo)" (BR)                                             | Gabriel Correa     | Brian E. Paterson & Arabella Anderson   | 17 de abril de 2019     | T13.21268        | 0.80                |
| Enquanto F.P. e Jughead investigam a morte de Dentinho, o legista diz a eles que uma caixa de fósforos do Maple Club tinha sido colocada em sua garganta no momento de sua morte. Ao chegar ao bordel de Penelope, eles encontram um cliente espumando pela boca e segurando uma faca depois de consumir um lote ruim de Pó Mágico, conhecido como "G". F.P. trava inúmeros consumidores do lote ruim da droga, e eles dizem a ele que Kurtz é quem está distribuindo eles. Enquanto isso, Betty manda para Toni o vídeo de Clifford matando Jason, mas não é suficiente para convencer Cheryl de que ela não está falando com Jason na Fazenda. Betty tenta a mesma tática, enquanto leva Alice para um túmulo falso de Charles. Alice, muito parecida com Cheryl, não está convencida. Então, Betty dopa a mãe e prende-a no bunker de Dilton para forçá-la a lembrar seu passado. Depois disso, ela ameaça tanto Edgar quanto Evelyn—mas decide que ela precisa deixar a mãe se curar. Apesar disso, ela contrata Toni para se juntar à Fazenda para tentar libertar Cheryl e Alice. Archie, ao participar de um torneio de boxe, enfrenta Randy Ronson, que acaba de tomar "G" e desmorona inconsciente após a luta. Depois que F.P. e Jughead capturam Kurtz fazendo um tráfico de drogas na academia de Archie, eles o entrevistam, e ele informa que Jellybean, que tem jogado Grinfos e Gárgulas, foi "convocada". Ela é vista conduzida para a floresta com Ricky DeSantos, que lhe apresenta o Rei Gárgula. |              | |                    |                                         |                         |                  |                     |
| 54 | 19           | "Chapter Fifty-Four: Fear the Reaper" "(Capítulo Cinquenta e Quatro: Tema o Ceifador)" (BR)                                     | Alexandra La Roche | Janine Salinas Schoenberg & Will Ewing  | 24 de abril de 2019     | T13.21269        | 0.71                |
| Após a morte de Randy Ronson, Elio tenta acusar Archie por traficar drogas antes da luta. Veronica revela que Archie e Mad Dog passaram no teste de drogas e ajudaram Archie a recardar dinheiro para a família Ronson. A família Jones e Kurtz jogam um jogo de Grifos e Gárgulas para trazer Jellybean para casa, e um dos desafio era roubar o Pop's. FP é baleado enquanto eles roubam o Pop's, e Gladys é severamente esfaqueado enquanto luta com uma Penny Peabody; Jughead é quase morto depois que Kurtz o tranca num freezer e ao conseguir sair ele encontra Kurtz morto pelo Rei Gárgula. Jughead retorna para casa com Jellybean e Gladys toma a decisão de deixar a cidade. Josie também deixa a cidade para seguir carreira como cantora. Betty descobre os planos de Edgar para adotar os bebês de Polly como seus filhos, depois de se casar com Alice. Betty continua uma investigação na fazenda, descobrindo que Evelyn tem 26 anos e é a esposa de Edgar. Depois disso, ela entra na Fazenda para salvar os bebês, mas é levada para uma sala de vários membros do culto por Toni, que agora está no culto. Eles tentam capturá-la. Mais tarde, Veronica diz a Betty que seu pai morreu em um acidente enquanto estava sendo transportado para a prisão de Hiram. |              | |                    |                                         |                         |                  |                     |
| 55 | 20           | "Chapter Fifty-Five: Prom Night" "(Capítulo Cinquenta e Cinco: A Noite do Baile)" (BR)                                          | David Katzenberg   | Britta Lundin & Devon Turner            | 1 de maio de 2019       | T13.21270        | 0.70                |
| Betty tem dúvidas de que seu pai realmente tenha morrido depois de ver a cena do acidente com Veronica. No mesmo momento, a mãe de Archie retorna à cidade e faz planos para Archie se encontrar com uma recrutadora da academia naval, para que ele possa ir para a faculdade e ganhar uma bolsa de estudos de boxe. Enquanto Cheryl e Toni fazem campanha para as rainhas do baile, Edgar e Evelyn os lembram que isso é contra as regras da Fazenda. Enquanto isso, enquanto Jughead fala com Jellybean, ela o informa sobre o evangelho do Rei Gárgula, que Jughead encontra em um ônibus abandonado com FP, para que ele possa derrubar o serial killer. Quando Betty vence a rainha do baile, ela é convocada misteriosamente pelo Rei Gárgula, que planeja que ela se "eleve", colocando os cálices envenenados no banheiro para garota. Quando Betty rejeita e está prestes a atirar no Rei Gárgula, o Capuz Negro a ataca, revelando a Betty que seu pai realmente sobreviveu ao acidente e agora está trabalhando com o Rei Gárgula. Depois, Betty vai avisar sua mãe que Hal provavelmente vai atacar a Fazenda em seguida. Ao fazê-lo, Betty é perguntada por Edgar se ela vai ficar na Fazenda para sua segurança, e ela aceita. |              | |                    |                                         |                         |                  |                     |
| 56 | 21           | "Chapter Fifty-Six: The Dark Secret of Harvest House" "(Capítulo Cinquenta e Seis: O Segredo Sombrio da Casa da Colheita)" (BR) | Rob Seidenglanz    | Cristine Chambers & James DeWille       | 8 de maio de 2019       | T13.21271        | 0.74                |
| Edgar faz Betty ficar cara-a-cara com seu "lado negro", mas ela descobre que as terapias da fazenda são uma farsa. Ela descobre que Kevin e Fangs sofreram cirurgias misteriosas; Toni é a próxima. Betty percebe que Edgar hipnotiza e cria dor que faz com que todos o sigam; ficando loucos. Jughead encontra Ricky tentando se elevar, mas o garoto envia um grupo de escoteiros para atacar Jughead; Ele se esconde no bunker onde ele encontra Ethel. Jughead e Ethel procuram um jovem batedor que foi até o ônibus abandonado no ferro-velho, levando-os para os braços do Capuz Negro. Archie e Molly planejam prender Hiram quando ele se mudar para a cidade. Durante uma luta de boxe que Archie organizou, o FBI prende Hiram por atividade ilegal em seus negócios, que inclui La Bonne Nuit. Betty percebe que a Fazenda vem realizando cirurgias para coletar órgãos, ela informa Cheryl, quem salva Toni de receber o procedimento dela. Toni escapa, mas Cheryl é levada pelos guardas. Quando Betty avisa Kevin e Fangs, eles a mandam para a sala de cirurgia para que ela possa fazer sua colheita de órgãos em seguida. Na delegacia, Ethel diz a Jughead a identidade do Rei Gargola - Jason Blossom. Ele desenterra o túmulo de Jason para revelar um caixão vazio. |              | |                    |                                         |                         |                  |                     |
| 57 | 22           | "Chapter Fifty-Seven: Survive the Night" "(Capítulo Cinquenta e Sete: Sobreviva à Noite)" (BR)                                  | Rachel Talalay     | Roberto Aguirre-Sacasa & Michael Grassi | 15 de maio de 2019      | T13.21272        | 0.86                |
| Penelope compra Betty de Edgar antes de receber uma cirurgia. Quando Betty acorda, ela está na Loja de Caça de Thorn Hill, onde ela encontra Archie, Veronica e Jughead jantando com Penelope. Penelope revela-se como a mentora do jogo e Chic como o Rei Gárgula. Ela os envia em uma missão final. Alice descobre os planos de ascensão de Edgar e Cheryl tenta libertar Kevin e Fangs. Eles exigem provas para sair, mas as provas foram todas retiradas da sala de cirurgia. Alice ajuda a libertar Juniper e Cheryl, e volta para salvar Polly. Na mata, os quatro amigos estão quase mortos e Betty atira em Hal para receber o antídoto contra o cianeto. Penelope então mata Hal. As Garotas Veneno e os Serpentes salvam os quatro antes de invadir a Fazenda, e todos descobrem que Kevin foi deixado para trás. Hermione é presa por tentar matar Hiram, que começa a tramar sua vingança; Cheryl traz o corpo de Jason para casa. Betty e Jughead são recebidos em casa por seu irmão, Charles, vivo que é um agente do FBI, que revela que Alice estava disfarçada na Fazenda para expor o programa de colheita. Os quatro amigos juram desfrutar do último ano. Uma cena do futuro revela Archie, Betty e Veronica cobertos de sangue na floresta, queimando o gorro de Jughead. |              | |                    |                                         |                         |                  |                     |

## Audiência
| №  | Título                                                | Exibição original       | Rating/share (18–49) | Audiência (em milhões) | DVR (18–49) | Audiência em DVR (milhões) | Total (18–49) | Audiência total (em milhões) |
| -- | ----------------------------------------------------- | ----------------------- | -------------------- | ---------------------- | ----------- | -------------------------- | ------------- | ---------------------------- |
| 1  | "Chapter Thirty-Six: Labor Day"                       | 10 de outubro de 2018   | 0.5/2                | 1.50                   | 0.7         | 1.34                       | 1.2           | 2.84                         |
| 2  | "Chapter Thirty-Seven: Fortune and Men's Eyes"        | 17 de outubro de 2018   | 0.4/2                | 1.28                   | 0.6         | 1.27                       | 1.0           | 2.55                         |
| 3  | "Chapter Thirty-Eight: As Above, So Below"            | 24 de outubro de 2018   | 0.5/2                | 1.40                   | 0.4         | 1.03                       | 0.9           | 2.43                         |
| 4  | "Chapter Thirty-Nine: The Midnight Club"              | 7 de novembro de 2018   | 0.4/2                | 1.37                   | 0.5         | 1.15                       | 0.9           | 2.52                         |
| 5  | "Chapter Forty: The Great Escape"                     | 14 de novembro de 2018  | 0.4/2                | 1.25                   | 0.5         | 1.01                       | 0.9           | 2.26                         |
| 6  | "Chapter Forty-One: Manhunter"                        | 28 de novembro de 2018  | 0.4/2                | 1.27                   | 0.5         | 1.01                       | 0.9           | 2.28                         |
| 7  | "Chapter Forty-Two: The Man in Black"                 | 5 de dezembro de 2018   | 0.4/2                | 1.09                   | 0.5         | 1.05                       | 0.9           | 2.14                         |
| 8  | "Chapter Forty-Three: Outbreak"                       | 12 de dezembro de 2018  | 0.4/2                | 1.20                   | 0.5         | 1.08                       | 0.9           | 2.28                         |
| 9  | "Chapter Forty-Four: No Exit"                         | 16 de janeiro de 2019   | 0.5/2                | 1.32                   | 0.4         | 1.00                       | 0.9           | 2.32                         |
| 10 | "Chapter Forty-Five: The Stranger"                    | 23 de janeiro de 2019   | 0.4/2                | 1.12                   | 0.4         | 0.95                       | 0.8           | 2.07                         |
| 11 | "Chapter Forty-Six: The Red Dahlia"                   | 30 de janeiro de 2019   | 0.4/2                | 1.26                   | 0.4         | 0.91                       | 0.8           | 2.18                         |
| 12 | "Chapter Forty-Seven: Bizarrodale"                    | 6 de fevereiro de 2019  | 0.3/2                | 0.96                   | 0.4         | 0.93                       | 0.7           | 1.89                         |
| 13 | "Chapter Forty-Eight: Requiem for a Welterweight"     | 27 de fevereiro de 2019 | 0.3/2                | 0.86                   | 0.4         | 0.87                       | 0.7           | 1.73                         |
| 14 | "Chapter Forty-Nine: Fire Walk with Me"               | 6 de março de 2019      | 0.3/2                | 0.92                   | 0.3         | 0.80                       | 0.6           | 1.72                         |
| 15 | "Chapter Fifty: American Dreams"                      | 13 de março de 2019     | 0.3/2                | 0.95                   | 0.3         | 0.78                       | 0.6           | 1.73                         |
| 16 | "Chapter Fifty-One: Big Fun"                          | 20 de março de 2019     | 0.3/2                | 0.81                   | 0.3         | 0.66                       | 0.6           | 1.47                         |
| 17 | "Chapter Fifty-Two: The Raid"                         | 27 de março de 2019     | 0.3/2                | 0.81                   | 0.3         | 0.76                       | 0.6           | 1.57                         |
| 18 | "Chapter Fifty-Three: Jawbreaker"                     | 17 de abril de 2019     | 0.2/2                | 0.80                   | 0.3         | 0.64                       | 0.5           | 1.44                         |
| 19 | "Chapter Fifty-Four: Fear the Reaper"                 | 24 de abril de 2019     | 0.2/1                | 0.71                   | 0.3         | 0.70                       | 0.5           | 1.41                         |
| 20 | "Chapter Fifty-Five: Prom Night"                      | 1 de maio de 2019       | 0.2/1                | 0.70                   | 0.3         | 0.66                       | 0.5           | 1.36                         |
| 21 | "Chapter Fifty-Six: The Dark Secret of Harvest House" | 8 de maio de 2019       | 0.3/1                | 0.74                   | 0.2         | 0.70                       | 0.5           | 1.44                         |
| 22 | "Chapter Fifty-Seven: Survive the Night"              | 15 de maio de 2019      | 0.3/2                | 0.86                   | 0.2         | 0.61                       | 0.5           | 1.47                         |